# Post Office
Post Office è un romanzo di Charles Bukowski ed è stato pubblicato nel 1971. Così come in quasi tutti i libri successivi dell'autore, il protagonista è Henry Chinaski, detto Hank, un postino ubriacone di Los Angeles con la passione per le corse dei cavalli. Questo lavoro autobiografico ha portato l'autore a fama nazionale e successivamente internazionale. Lo scrittore ha tratteggiato un personaggio complesso che in parte ricalca la propria personalità, inserendolo in un mondo familiare come quello delle United States Postal Service, avendoci lavorato per più di dieci anni.
Il libro è stato tradotto in quindici lingue ed è stato un enorme successo in Europa. In tutto il mondo, ha venduto oltre un milione di copie.
Il libro è diviso in sei capitoli, a loro volta suddivisi in un numero variabile di sottocapitoli. Il quinto capitolo è composto da quattro ammonimenti che coprono un arco di tempo che va dal 12 marzo 1969 (giorno in cui Chinaski fu arrestato per ubriachezza molesta) fino al novembre dello stesso anno.
Nel testo di Fabri Fibra, Tredici Pietro - Che gusto C'è, Viene citato Post Office di C.B.
Bing Vide

## Trama
Henry Chinaski è un postino alquanto stravagante: passa le notti abbandonandosi con Betty a grandi bevute e prolungati amplessi. Alle cinque del mattino Hank (come viene chiamato dagli amici) si presenta puntualmente nell'ufficio postale in attesa degli ordini generalmente sadici di Stone, il suo superiore, mentre fuori dall'ufficio lo aspettano violenti acquazzoni e casalinghe frustrate e sessualmente eccitate.
Dopo qualche tempo ottiene il posto fisso, ma la routine non fa per lui, e si licenzia. Betty trova lavoro come dattilografa mentre Chinaski passa le giornate scommettendo alle corse dei cavalli. Un giorno Betty, stanca della situazione e dei continui tradimenti, lo lascia.
L'ex postino, successivamente, incontra Joyce, una bellissima ragazza del Texas di famiglia molto ricca. I due sono in sintonia, nonostante le stravaganze della ragazza che si dimostra essere una ninfomane. La coppia si sposa a Las Vegas e si trasferisce nel Texas.
Qui Hank incontra la famiglia di Joyce, che lo odia, credendo che l'uomo l'abbia sposata solo per i soldi, che in verità al protagonista interessano poco. Grazie all'assegno del nonno di lei i due si trasferiscono in una villetta infestata dalle mosche. Costretto dalla ragazza a trovarsi un lavoro (per dimostrare ai parenti di lei di non dover dipendere da nessuno), trova un impiego in un negozio di articoli da disegno, ma presto si licenzia per ritornare alle poste come semplice impiegato. Joyce, nel frattempo, trova lavoro come poliziotta e divorzia da Henry per un nuovo ed illusorio amore.
Mesi dopo Henry rincontra Betty e, pur trovandola invecchiata, in lui si riaccende un interesse che lo porta di nuovo a frequentarla. Dopo dieci giorni, nell'appartamento della donna trova nel letto una chiazza di sangue, e scopre che Betty è al Country General Hospital, dove morirà poco dopo per delle complicazioni legate all'abuso di alcool. Al funerale di Betty, oltre Hank e al prete, sono presenti il figlio di Betty, Larry, e Marcia, che era stata mandata dalla proprietaria dell'albergo dove viveva Betty per rappresentarla.
Dopo il funerale Henry va alle corse e qui incontra Vi, una sua collega. Dopo una serie di colpi di fortuna, grazie ai quali nella maggior parte delle corse indovina il cavallo vincente, Vi lo invita a casa sua per una notte di passione, ma qui l'impiegato delle poste non riesce a soddisfare sessualmente la collega per via del troppo alcool.
Nel frattempo la situazione lavorativa di Henry peggiora. Ogni giorno infatti viene tormentato da Janko, un collega frustrato che ha alle spalle alcune insoddisfacenti esperienze letterarie.
All'ippodromo conosce Mary Lou che si rivela però interessata a rubargli le vincite.
Successivamente Henry fa coppia con la hippie Fay, una pseudo scrittrice che frequenta laboratori di scrittura. Da questa donna Chinaski avrà anche una figlia: Marina Louise. Ma dopo breve tempo
anche Fay lo lascia.
Hank abbandona nuovamente il lavoro e si lascia vivere alla giornata.

## Critica
Nella narrazione della prima parte del romanzo riecheggia una frase iniziale che si protrae per tutto il romanzo («È iniziato come un errore»). Alcuni studiosi di Bukowski credono che questa frase sia la chiave di lettura per l'intero romanzo: le vicende di Chinaski si muovono casualmente in un mondo nero, noioso e umiliante. Il cinismo di Chinaski è il prodotto denaturato delle sue esperienze alcoliche e miserabili con cui è costretto a confrontarsi.

## Struttura

### Le donne del romanzo
Molto importanti sono le donne in questo romanzo. Infatti poche volte abbiamo visto Hank senza una donna. Per Henry essere liberi significa procurarsi il maggiore piacere possibile e il sesso è una delle chiavi. Nel racconto abbiamo incontrato cinque donne per sei capitoli, ma in uno di tali capitoli sono presenti solo notifiche. Ogni donna caratterizza un capitolo o più:
Betty: presente dal primo capitolo, la ritroviamo poi nel terzo. Betty è la donna con cui Henry ha il rapporto più duraturo, malgrado non la trovi particolarmente attraente. Divorziata e madre di due figli, con gli anni Betty perde completamente la voglia e il desiderio di vivere, tanto da buttarsi nell'alcool e morire sola e dimenticata in un ospedale.
Joyce: ragazza di buona famiglia e piuttosto superficiale, colpisce Henry per la sua bellezza. Molto disinibita e insaziabile a livello sessuale, Henry finirà per sposarla. Il matrimonio naufraga dopo breve tempo, quando lei si butta in un nuovo e illusorio amore.
Vi: è una collega del protagonista e la troviamo nel terzo capitolo, dall'undicesimo sottocapitolo. Nel libro viene introdotta così: "Andai al bar a bere qualcosa e vidi passare una mulatta con un vecchio impermeabile". Donna molto bella, di colore, cercherà una notte di passione con il protagonista, ma non la otterrà perché lui sarà troppo annebbiato dall'alcool.
May Lou: Questo personaggio compare nel quarto capitolo. E viene introdotta così: Mary Lou è una donna molto bella e appariscente, che in seguito farà sentire importante e desiderato il protagonista, anche se probabilmente è solo un modo per cercare di rubargli del denaro in combutta con il socio Hector.
Fay è la tipica donna intellettuale propensa alla cultura hippy, la incontriamo nel quarto capitolo. Si veste sempre di nero, ha i capelli grigi e per la maggior parte del tempo sta casa a leggere e mangiare cioccolatini. È la donna con la quale Henry avrà una figlia.

### Il lavoro
L'ufficio postale, trasparente metafora della società organizzata, si erge come un asettico Moloch a contrastare in modo arcigno e implacabile la libertà, al punto che l'unica possibilità di acquisirla definitivamente e goderla resta il licenziamento, dall'ufficio come dalla società. È quello che Chinaski infine otterrà preparandosi a un gioioso futuro da dropout.

### Capitolo quinto
Nel capitolo quinto sono raccolte quattro  ammonizioni date ad Henry Chinaski. Nella prima ammonizione si parla di un arresto per ubriachezza molesta in data 12 marzo 1969. Nella seconda ammonizione si parla di sospensione dal lavoro per tre giorni per assenza ingiustificata in altrettanti giorni: 13 maggio 1969, 14 maggio 1969 e 15 maggio 1969. La terza notifica si riferisce alla seconda ed è una lettera che gli ricorda che per tre giorni sarà sospeso dal lavoro, precisamente dal 17 novembre 1969 fino al 19 novembre 1969. Nella quarta notifica si contestano i giorni in cui Hank è stato assente senza motivo:
- 25 settembre 1969, 4 ore
- 28 settembre 1969, 8 ore
- 29 settembre 1969, 8 ore
- 5 ottobre 1969, 8 ore
- 6 ottobre 1969, 4 ore
- 7 ottobre 1969, 4 ore
- 13 ottobre 1969, 5 ore

## Edizioni
- Charles Bukowski, Post Office,  pp. 189, cap. 6.